# Onitis siva
Onitis siva är en skalbaggsart som beskrevs av Gillet 1911. Onitis siva ingår i släktet Onitis och familjen bladhorningar. Inga underarter finns listade i Catalogue of Life.